# Ulwembua denticulata
Espèce
Ulwembua denticulata est une espèce d'araignées aranéomorphes de la famille des Cyatholipidae.

## Distribution
Cette espèce est endémique d'Afrique du Sud. Elle se rencontre au KwaZulu-Natal, au Mpumalanga et au Limpopo.

## Description
La femelle holotype mesure 2,12 mm et le mâle décrit par Griswold en 2001 mesure 2,89 mm.

## Publication originale
- Griswold, 1987 : A review of the southern African spiders of the family Cyatholipidae Simon, 1894 (Araneae: Araneomorphae). Annals of the Natal Museum, vol. 28, no 2, p. 499-542 (« texte intégral »(Archive.org • Wikiwix • Archive.is • Google • Que faire ?)).